# Марилово (Вологодская область)
Марилово — деревня в Великоустюгском районе Вологодской области.
Входит в состав Верхневарженского сельского поселения, с точки зрения административно-территориального деления — в Верхневарженский сельсовет.
Расстояние по автодороге до районного центра Великого Устюга — 71,5 км, до центра муниципального образования Мякинницыно — 1,5 км. Ближайшие населённые пункты — Большое Ворошнино, Андроново, Мякинницыно.
По переписи 2002 года население — 24 человека (11 мужчин и 13 женщин). Всё население — русские. По переписи 2021 года — 5 человек.